# Bensulfuron-methyl
Bensulfuron-methyl ist eine chemische Verbindung aus der Gruppe der Sulfonylharnstoffe, welche 1984 von DuPont als Herbizid eingeführt wurde.

## Gewinnung und Darstellung
Bensulfuron wird in einer mehrstufigen Synthese ausgehend von 2-Methylbenzoesäuremethylester dargestellt. Dieser wird chloriert; im nächsten Schritt reagiert das Zwischenprodukt mit Thioharnstoff und wird nochmals chloriert. Durch Reaktion mit Ammoniak, Phosgen und Addition von 2-Amino-4,6-dimethoxypyrimidin entsteht nun Bensulfuron.

## Verwendung
Bensulfuron-methyl wird als selektives, systemisches Herbizid im Reisanbau verwendet. Es wirkt durch Hemmung der Acetolactat-Synthase.

## Zulassung
In einigen Staaten der EU sind Pflanzenschutzmittel mit diesem Wirkstoff zugelassen, unter anderem in Österreich, nicht jedoch in Deutschland oder der Schweiz.